# Qardaşkənd
Qardaşkənd è un comune dell'Azerbaigian situato nel distretto di Sabirabad. Conta una popolazione di 310 abitanti.